# Superbike

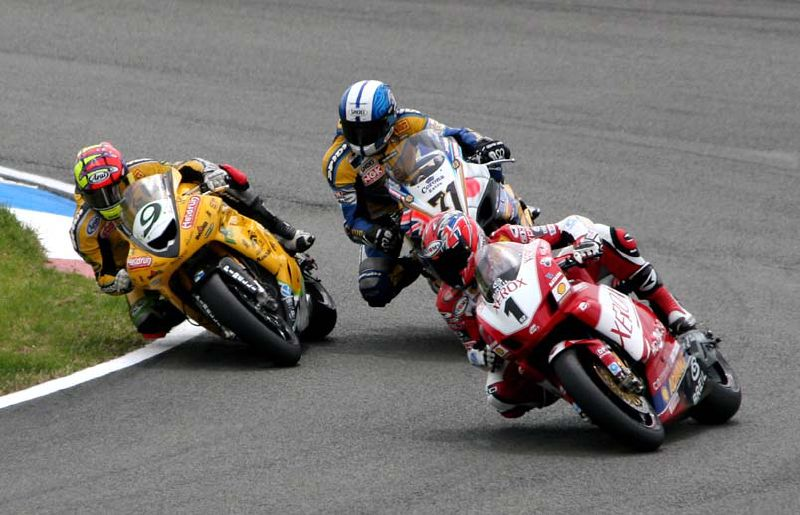
James Toseland (1), Chris Walker (9) y Yukio Kagayama (71) participando de una carrera del Campeonato Mundial de Superbikes de 2005.

Una superbike (abreviado a menudo como SBK) es un tipo de motocicleta que se utiliza en competiciones de motociclismo de velocidad, entre ellas el Campeonato Mundial de Superbikes y el Campeonato Mundial de Motociclismo de Resistencia. A diferencia de las motocicletas usadas en el Campeonato Mundial de Motociclismo, las superbikes deben ser modelos derivados de los de serie. Esto las hace menos costosas de desarrollar y mantener, por lo cual varios campeonatos nacionales de motociclismo de velocidad se disputan con ellas.
Para que las marcas de motocicletas puedan usar sus motocicletas en los campeonatos, deben primero homologarlas y vender una cierta cantidad de unidades al público. Según el campeonato, se permite la modificación de suspensiones, frenos y ruedas. Los motores son de alta cilindrada: entre 850 y 1200 cc para motores bicilíndricos, y entre 750 y 1000 cc para los de cuatro cilindros. Hasta mediados de la década de 1990, también se permitieron motores de dos tiempos en lugar de cuatro tiempos, en este caso de hasta 500 cc de cilindrada.

## Campeonatos de superbikes
- Campeonato Mundial de Superbikes
- Campeonato Mundial de Motociclismo de Resistencia
- Campeonato de la AMA de Superbikes
- Campeonato Australiano de Superbikes
- Campeonato Alemán de Superbikes
- Campeonato Argentino de Superbikes
- Campeonato Británico de Superbikes
- Campeonato Canadiense de Superbikes
- Campeonato Chileno de Superbikes
- Campeonato de España de Velocidades
- Campeonato Francés de Superbikes
- Campeonato Italiano de Motociclismo de Velocidad
- Campeonato Japonés de Superbikes
- Campeonato Brasileño de Superbikes

- Datos: Q1902630
- Multimedia: Superbike racing / Q1902630